# Усейнов, Микаэль Алескерович
Микаэ́ль Алеске́р оглы Усейнов (азерб. Mikayıl Ələsgər oğlu Hüseynov; 6 [19] апреля 1905, Баку — 7 октября 1992, Баку) — советский и азербайджанский архитектор, историк архитектуры, педагог.
Академик Академии архитектуры СССР (1957; член-корреспондент 1941). Герой Социалистического Труда (1985). Народный архитектор СССР (1970]]). Лауреат Сталинской премии второй степени (1941) и премии Совета министров СССР (1978). Член Королевского азиатского общества Великобритании и Ирландии.

## Биография

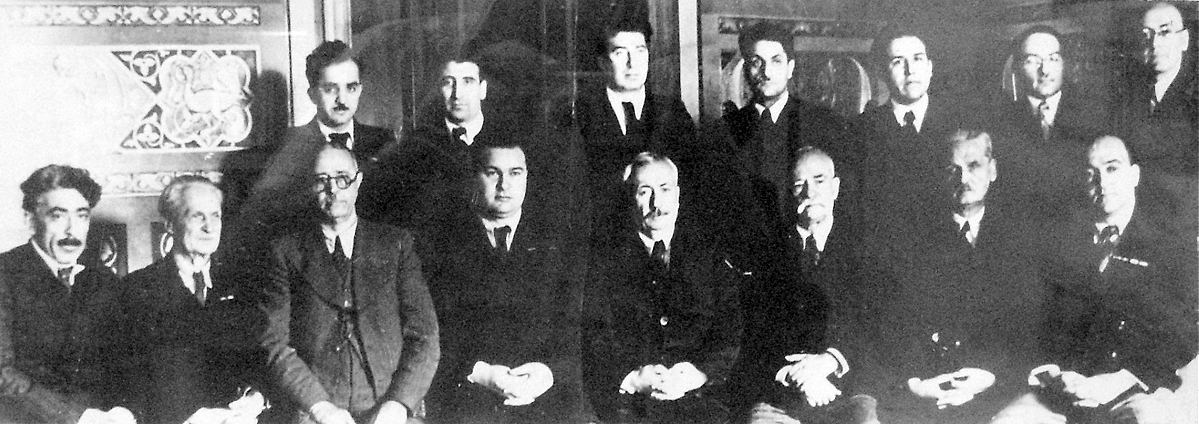
Первые члены Президиума АН АзССР, 1945 г.
Нижний ряд (слева направо, сидят): поэт С. Вургун, учёный-гидравлик И. Г. Есьман, У. Гаджибеков, А. А. Ализаде, президент Академии М. Миркасимов, И. И. Широкогоров, А. А. Гроссгейм, М. А. Топчибашев (учёный, хирург). Стоят: Ю. Мамедалиев, М. А. Ибрагимов, Ш. А. Азизбеков, Г. Н. Гусейнов, Мир-Али Кашкай, С. А. Дадашев, М. А. Усейнов

### Детство и юность
Микаэль Усейнов родился 6 (19) апреля 1905 года в Баку в семье состоятельных родителей. Происходил из первого в Российской империи азербайджанского рода, которому было пожаловано дворянство. Его отец был беком и владел 72 объектами недвижимости, среди которых были казино, гостиницы, жилые дома, фабрики. Также семье Усейновых принадлежало 111 кораблей на Каспийском море, крупнейший из которых именовался «Хан» и в советские годы был переименован в «Сталин».
Родители, в особенности мать, поощряли тягу Микаэля к изобразительному искусству. В детстве он часто болел и много времени проводил, рисуя фантастические здания или создавая из пластилина и кубиков игрушечные домики. Тогда же у него возникла мечта стать архитектором. Ещё учась в средней школе, говорил, что станет архитектором. В 1911 году поступил в Бакинское реальное училище. В 1921 году завершил учёбу в 5-й советской школе II-й ступени. Здесь он познакомился с Садыхом Дадашевым. Позднее поступил в Азербайджанский политехнический институт, в новооткрытый факультет архитектуры.
Из-за своего происхождения в период сталинских репрессий в любое время мог быть арестован. Летом 1937 года многие его родственники в количестве 25 человек — братья, сёстры, кузены — были расстреляны. Из взрослых в живых осталось всего четыре человека. От репрессий его спасли большие успехи в творчестве и Сталинская премия за павильон Азербайджана на ВСХВ.
Учась в Азербайджанском политехническом институте, стал автором ряда проектов в обостренно-конструктивистском духе. Часть из них была реализована. У всех его построек были эксплуатируемые крыши, лёгкие перголы, галереи, навесы и козырьки. В студенческие годы увлекался европейской классикой, изучал наследие русского классицизма в архитектуре. Одновременно его интересовал и традиционный азербайджанский стиль.
С 1924 года проводил обмеры комплекса сооружений дворца ширваншахов в Баку. В этом ему помогал его школьный друг Садых Дадашев. Результаты этих работ были опубликованы по рекомендации архитектора Алексея Щусева. Одним из его показательных проектов в традиционном стиле (совместно с С. Дадашевым) стал конкурсный проект памятника 1926 года на могиле поэта и мыслителя XII века, классика азербайджанский поэзии Низами Гянджеви в городе Гянджа. За этот проект Усейнов и Дадашев были удостоены награды.

### Зрелый период
См. также Постройки Микаэля Усейнова

Кинотеатр «Низами» в Баку (совместно с С. А. Дадашевым), 1934 год

В 1929 году с отличием окончил Азербайджанский политехнический институт. Первый период творчества молодого архитектора совпал с периодом конструктивизма в советской архитектуре. Однако, его новаторская линия была далека от теоретических догм конструктивизма. Это было нечто новое, художнический поиск стилистики. Идеологи конструктивизма в своё время пытались бороться с этим, но безуспешно. В этот период, приняв во внимание социальные аспекты архитектуры, разработал коммунальные дома, среди которых можно назвать жилые дома «Портовик», «Ударник», «Новый быт», «Политкаторжанин», «Плановик» и др.

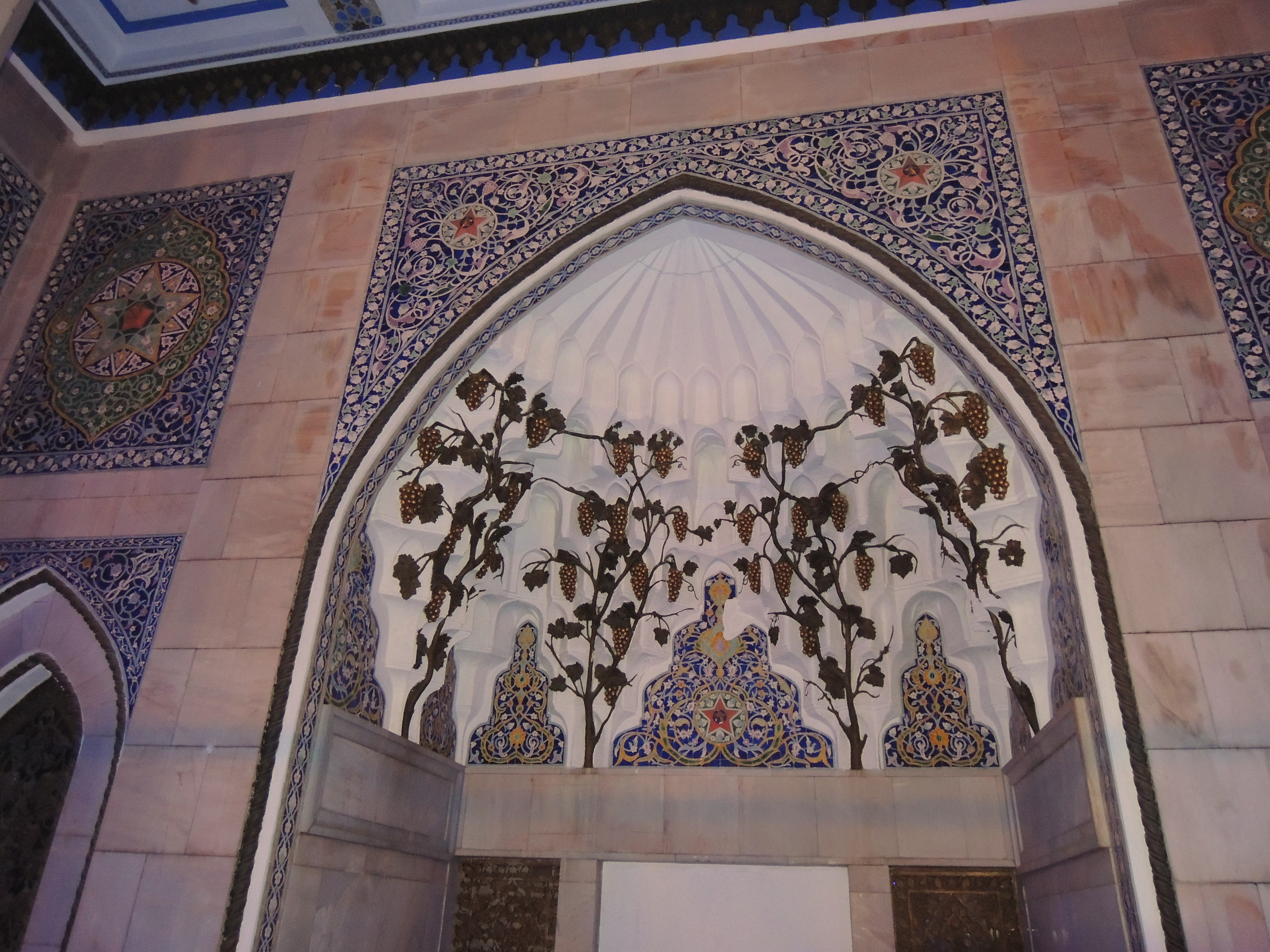
Портал Павильона № 14 «Азербайджан» на ВДНХ в Москве.
(Совместно с С. А. Дадашевым), 1939 год.

Значительной его работой в эти годы считается фабрика-кухня в поселке Баилово (1930, ныне родильный дом, известный в советский период как родильный дом имени Н. К. Крупской). Это трёхэтажное здание является классическим примером конструктивизма, что особо заметно в плоскаой крыше-террасе с панорамным видом на море. В этот же период по его проекту(совместно с С. А. Дадашевым) были построены ансамбль зданий кинотеатра «Низами» и жилого дома напротив. По словам архитектора Лейлы Мирза, эти симметрично расположенные здания образуют «как бы пропилеи, акцентирующие начало улицы 28 Мая».
До 1946 года архитектор работал в творческом и научном содружестве с С. А. Дадашевым. В 1944 году он совместно с ним создал архитектурную часть памятника Низами Гянджеви перед зданием музея в Баку, и памятника Низами в Кировабаде.

Жилой дом треста «Бузовнынефть» (совместно с С. А. Дадашевым). 1945 год

В зрелый период творчества он понимает роль и место национального наследия в создании современной архитектуры Азербайджана. Восточные формы и мотивы, а также национальная азербайджанская архитектура применены им в здании музыкального училища в Баку (ныне — Бакинская музыкальная академия), павильона Азербайджана на ВСХВ в Москве (за этот проект Усейнов и Дадашев были награждены Сталинской премией), станции метро «Низами» и музея имени Низами в Баку. Архитектор утверждал: «национальная архитектура — это в первую очередь национальная форма, традиция». Полным же переходом на позиции освоения наследия прошлого стало здание общежития Медицинского института 1934 года.
Однако, малейшее обращение к формам национальной архитектуры, хотя бы к стрельчатой арке, в те годы сталкивалось с сильной критикой не только в 1934 году, но и позднее. Однако, он продолжал творить в духе национальной традиции. Так, в конкурсном проекте Дома Советов Азербайджанской ССР в Баку 1934 года наглядно сочетаются композиционные приёмы классицизма с архитектурными формами и средствами убранства местной исторической архитектуры. В 1940-е годы его критиковали за формализм, в 1960-е за излишние украшения, а в 1970-х снова за приверженность к национальной архитектуре.
4 ноября 1955 года Центральный Комитет КПСС и Совет Министров СССР издало постановление «Об устранении излишеств в проектировании и строительстве». В постановлении отмечалось, что многие жилые дома и здания в Баку по проектам архитектора Усейнова построены «с большими излишествами», что Усейнов некритически переносил в архитектуру современных зданий «формы средневековой восточной архитектуры». В частности указывалось, что фасады жилых дома треста «Бузовнынефть», объединения «Азнефть» и Академии наук Азербайджанской ССР «перенасыщены сложными аркерами, лоджиями и башенными надстройками».
Сам архитектор на критику и замечания не обращал внимания и продолжал проектировать. Последним его творением до критики стало здание библиотеки имени М. Ф. Ахундова (1960]]). В результате критики со здания Академии наук были убраны башни, карнизы, декоративные элементы. После очередной же критики он 7 лет не проектировал здания, а создавал только памятники. Среди его работ в этой области можно отметить памятники Самеду Вургуну, Рудаки, Карлу Марксу и др. Позднее же он стал проектировать здания гостиниц: в 1963 году — «Азербайджан», в 1965 году — «Апшерон», в 1967 году — «Москва» и др..
По его проектам в Баку были построены некоторые станции метрополитена («Нариман Нариманов» (1967), «Низами Гянджеви» (1976), «Элмляр Академиясы» (1985).
Был одним из первых двенадцати академиков Академии наук Азербайджана. Был депутатом Верховного Совета СССР 4-го и 5-го созывов (1954—1962).
В 1985 году был избран почётным членом Королевского азиатского общества Англии и Ирландии. Был директором Института архитектуры и искусства (профессор), а также руководителем Союза архитекторов Азербайджана. В 1992 году стал почётным членом Международной академии архитекторов.
Из около 250 его проектов более 200 было реализовано. Усейнову также принадлежат труды по вопросам архитектуры и градостроительства.
Микаэль Усейнов скончался 7 октября 1992 года. Похоронен в Баку на Аллее почётного захоронения.

### Личная жизнь
Микаэль Усейнов ещё со времён репрессий 1930-х годов боялся, что и его постигнет та же участь. Он так и не женился, опасаясь того, что жена может потерять его в результате очередной репрессии. На вопрос своей племянницы Саиды Усейновой, почему дядя не женился, отвечал: «Я не был столь смелым как ваш папа».
Сестра Лейла была замужем за его другом, школьным товарищем и коллегой Садыхом Дадашевым, рано, ещё в 1946 году, скончавшимся.
Ему хотелось, чтобы племянница также стала архитектором — однако Саида Усейнова стала доцентом физико-математических наук, хотя и увлекалась архитектурой. Так, при ремонте своей квартиры она вместе с дядей работала над дизайном гостиной комнаты. Это было одной из последних работ Микаэля Усейнова.

## Известные адреса
Баку, проспект Нефтяников, 67 (Жилой дом учёных)

## Награды
- Герой Социалистического Труда (18.04.1985) — за большие заслуги в развитии советской архитектуры, плодотворную научно-педагогическую и общественную деятельность и в связи с восьмидесятилетием со дня рождения
- Народный архитектор СССР (20.10.1970)
- Заслуженный деятель искусств Азербайджанской ССР (23.04.1940)
- Три ордена Ленина (25.02.1946, 09.08.1958, 18.04.1985)
- Два ордена Трудового Красного Знамени (16.09.1939[8], 06.11.1951)
- Сталинская премия второй степени (1941) — за архитектурный проект павильона Азербайджанской ССР на ВСХВ
- Премия Совета Министров СССР (1978)

Галерея работ
|                                                                                             | |                                                                     |                                                                                              |
| Музей азербайджанской литературы имени Низами Гянджеви в Баку (совместно с С. А. Дадашевым) | Здание Национальной академии наук Азербайджана в Баку с вновь воссозданными декоративными элементами | Азербайджанская национальная библиотека имени М. Ф. Ахундова в Баку | Здание Бакинской музыкальной академии имени Узеира Гаджибекова (совместно с С. А. Дадашевым) |
|                                                                                             | |                                                                     |                                                                                              |
| Жилой дом учёных в Баку (совместно с С. А. Дадашевым)                                       | Станция метро «Низами Гянджеви» в Баку                                                               | Станция метро «Элмляр Академиясы» в Баку                            | Памятник «Освобождённая азербайджанка» в Баку (скульптор Ф. Абдурахманов, арх. М. Усейнов)   |